# オラン県
オラン県（アラビア語: ولاية وهران, Wilāya Wahrān）は、アルジェリアの県（ウィラーヤ）。県都はオラン。

## 地理
アルジェリアの北西部に位置する。人口は158万4607人、面積は2114km2。東でモスタガネム県と、南でマスカラ県と、南西でシディ・ベル・アッベス県と、西でアイン・ティムシェント県と隣接する。

## 下位行政区画
1984年の時点で、9つの地区（ダイラ）と26のコミューンからなる。

## 歴史
1968年に、アルジェリア独立後も存続していたフランス領時代のオラン県がウィラーヤに改編されて設置された。1974年の地方行政区画の再編で西部と南部が分かれ、シディ・ベル・アッベス県となった。